# 祖君彦
祖 君彦（そ くんげん、生年不詳 - 618年頃）は、中国の隋の官吏、文人。本貫は范陽郡遒県（現在の河北省保定市淶水県）。

## 生涯
范陽祖氏の出身で、父は北斉の僕射を務めた祖珽。
博学で記憶力がよく、文才があり、広く名を知られていた。体格は小柄であった。
薛道衡が隋の文帝楊堅に推薦したが、斛律光の謀殺を首謀した祖珽の子であるとして採用しなかった。煬帝の治世になると、名士を忌み嫌った煬帝によって洛陽の書佐から東平郡の書佐および検校宿城令に転任し、世間からは祖宿城と呼ばれた。己の才を自負し、その不遇さから常に鬱々としていた。
群雄の李密は祖君彦の名を慕って上客として迎え入れ、礼遇した。李密が政権を立てると記室となり、軍書や檄文作成を担い、煬帝の十の罪をならべて糾弾した檄文『為李密檄洛州文』などを作った。
王世充との戦いにおいて偃師が陥落した際に捕虜となった。王世充が「お前は賊のために国を罵ったが、まだ罵り足らぬか」と詰ると、「盗跖の門客となれば許由であっても害することができる（主人のためなら高潔な人物を殺すことさえ厭わない）ものだが、そこまで至らなかったことをただ恥じるのみだ」と悪態をついた。王世充によって打ち据えられ、ついには「筆を弄して余罪を生ずる」という理由で殺害され、遺体は見せしめとして偃師にさらされた。